# Limitations de vitesse en Libye
 (octobre 2024).
Si vous disposez d'ouvrages ou d'articles de référence ou si vous connaissez des sites web de qualité traitant du thème abordé ici, merci de compléter l'article en donnant les références utiles à sa vérifiabilité et en les liant à la section « Notes et références ».
Les limitations de vitesse en Libye sont les suivantes :
- 50 km/h en agglomération ;
- 70 km/h sur route hors agglomération ;
- 100 km/h sur autoroute.